# Exocentrus monticola
Exocentrus monticola là một loài bọ cánh cứng trong họ Cerambycidae.